# 布拉索夫縣
布拉索夫縣是羅馬尼亞中部的一個縣。面積5,363平方公里，2011年時人口為589,028人，人口密度為100人/平方公里。首府布拉索夫。
下設4市、6镇、47鄉。